# 回教坟场
回教坟场，位于中国广东省广州市越秀区解放北路兰圃西侧，为广州市的一个市、县级文物保护单位，类型为古墓葬，公布时间为2002年7月。
回教坟场的历史年代为清代。